# Kharta

Mappa schematica della regione di Kharta.

Kharta è una regione geografica del Tibet situata ad est del monte Everest e composta dalle valli di Kharta e di Kama. La valle di Kharta, lunga 40 km, inizia al colle di Lhakpa La, alla testata del ghiacciaio Kharta, dal quale si forma il fiume omonimo (Kharta Chu); quest'ultimo scorre verso est per confluire nel Phung Chu poco oltre il villaggio di Kada. Più a sud, la valle di Kama ha origine al ghiacciaio Kangshung; il fiume omonimo che vi scorre (Kama Chu) scorre verso sud-est per gettare anch'esso le sue acque nel Phung Chu. La spedizione britannica all'Everest del 1921 scoprì la valle nel corso dell'esplorazione delle vie che portano all'Everest e cercò di raggiungere il Colle Nord attraverso il Lhakpa La. Da allora la regione è rimasta al di fuori degli itinerari seguiti dalle spedizioni dirette alla montagna più alta del mondo, me le due valli sono entrate a far parte di alcuni circuiti escursionistici.

## Geografia
Con la sua origine ai 6849 m del Lhakpa La, il ghiacciaio Kharta scende 1300 m di quota per una distanza di 10 km fino al suo margine. A nord del passo si trova la cima del Khartaphu (7227 m), mentre a sud di esso si elevano il Lakpa Ri (7045 m) e il Kartse (6507 m). Un altro ghiacciaio scende in direzione nord dal Kharta Changri (7056 m) per convergere nello stesso bacino glaciale. Oltre il Lhakpa La, più o occidente, si trova il ghiacciaio Rongbuk orientale, la tradizionale via di salita dell'Everest dal suo lato settentrionale. Il fiume Kharta Chu scorre verso est per tutta la lunghezza della valle e si getta nel Phung Chu alla quota di 3600 m. Questo fiume, a sua volta, si scava una profonda gola per attraversare l'Himalaya e confluire nel Koshi; in territorio nepalese viene chiamato Arun.
La valle di Kama si trova più a sud, originata dal ghiacciaio Kangshung, che nasce ai piedi della parete est dell'Everest. Il fiume Kama Chu scende verso sud-est; diversi passi mettono in comunicazione le due valli, i più importanti dei quali sono il Karpo La, il Langma La e lo Shao La.

## Tenzing Norgay
Nella sua autobiografia, Tenzing Norgay, uno dei due primi salitori dell'Everest, affermò di essere nato nel villaggio di Thame, vicino a Namche Bazaar. Nonostante ciò, secondo alcuni commentatori come Ed Webster o lo stesso nipote di Tenzing, il suo luogo di nascita è il villaggio di Tse Chu, nella valle di Kama; la madre si era appena recata a visitare il vicino monastero di Ghang La. Da bambino visse nel villaggio di Moyun, nella valle di Kharta, all'ombra dell'Everest, dove suo padre pascolava yak. A causa delle ristrettezze economiche, era uno dei 13 figli della coppia, fu costretto da giovane a trasferirsi per lavorare presso una famiglia Sherpa nel Khumbu. Le sue ambizioni di scalatore lo portarono in seguito a Darjeeling, in India, centro logistico per la maggior parte delle spedizioni nell'Himalaya dell'est.

## Escursionismo
Le valli di Kharta e di Kama sono comprese nella riserva naturale nazionale di Qomolangma, e offre agli escursionisti un ambiente più appartato rispetto a quello del campo base dell'Everest sul ghiacciaio Rongbuk. La valle di Kama e la parete orientale dell'Everest (denominata Kangshung) sono il punto focale del trekking, ma la partenza e l'arrivo sono nella valle di Kharta.